# Socioliberalisme

Leonard Trelawny Hobhouse contribuí al desenvolupament del socioliberalisme, principalment amb el llibre Liberalism, publicat el 1911.

El socioliberalisme, nou liberalisme (nom original), liberalisme social, alt liberalisme, liberalisme radical o liberalisme modern és un corrent del liberalisme que, basant-se en el pensament de John Stuart Mill, se centra en el desenvolupament individual i material de les persones en el marc de les seves interaccions socials. El socioliberalisme defensa la justícia social i, a diferència del liberalisme clàssic, considera que la llibertat no es caracteritza tant per la falta de restriccions com per la capacitat d'actuar.
Políticament, s'oposa a l'autoritarisme i s'esforça per a implicar les persones en la presa de decisions mitjançant una aposta clara per la democràcia. En l'àmbit econòmic i social, postula que les institucions han de cercar l'equilibri entre llibertat i igualtat, particularment a través de reglamentacions que fomentin la competència lleial i polítiques de redistribució que serveixin per a potenciar les capacitats de les persones. El pensament socioliberal s'enfronta als problemes econòmics i socials partint d'una anàlisi dels fets, encara que siguin inconvenients (concepte de hard facts), de manera que els seus proponents són més inductius i es basen més en l'estudi de les dades disponibles que els economistes liberals clàssics, que raonen de manera més deductiva.
El socioliberalisme i el liberalisme clàssic, l'altre gran corrent del liberalisme, es diferencien en una sèrie de característiques que fan que hi hagi tensió entre els dos. Als Estats Units, el socioliberalisme se sol classificar a l'esquerra i és el corrent més important del liberalisme, mentre que a Europa, on té una menor influència, a vegades es plasma en formacions centristes. El socioliberalisme sorgí al segle xix. El pensament polític i social del nou moviment, que portava el nom de «Nou Liberalisme», es basava en gran part en el consens de la Universitat d'Oxford, però els investigadors de la Universitat de Cambridge n'eren la principal influència en temes econòmics. A escala internacional, figures socioliberals com ara Woodrow Wilson, Norman Angell i David Mitrany tingueren un paper important en la creació d'organismes reguladors internacionals, tant polítics (Societat de Nacions i Organització de les Nacions Unides) com econòmics, com ho demostra el rol de John Maynard Keynes en la fundació del Fons Monetari Internacional i el Banc Mundial.
La ideologia socioliberal exercí una important influència sobre la vida política francesa, a través del solidarisme, i l'estatunidenca, a través del programa Nova Llibertat (New Freedom) de Woodrow Wilson. Tanmateix, no es convertí en el corrent dominant fins després de la Segona Guerra Mundial. Al final de les Trente Glorieuses rebé moltes crítiques i perdé gran part del seu pes polític, de la qual cosa es beneficiaren especialment els altres corrents liberals. Els principals retrets fets al socioliberalisme eren que no implicava prou les persones en la presa de decisions i que havia sucumbit a la temptació de la tecnocràcia, particularment en l'àmbit econòmic.
En perdre la seva influència política, el socioliberalisme entrà en un procés de renovació intel·lectual i, sota l'impuls de persones com ara John Rawls, tornà a donar un paper preponderant als ciutadans alhora que esbossava una crítica del seu «economisme». Avui en dia, el socioliberalisme busca solucions pels reptes als quals s'enfronten les societats del segle xxi: la justícia social, els drets civils, el multiculturalisme, l'ètica de la cura, etc.
El terme «socioliberalisme» sovint es fa servir de manera incorrecta per a referir-se al socialisme liberal, en el sentit d'un socialisme (o socialdemocràcia) que ha adoptat els valors del socioliberalisme econòmic. Tot i que el concepte de «socialisme liberal» apareix a les obres d'alguns autors socioliberals, històricament s'ha utilitzat aquest terme per a referir-se a tendències molt variades. L'escola de pensament que dugué originalment el nom de «socioliberalisme» tampoc no representa un corrent de socialisme convertit a les virtuts del liberalisme. La principal diferència entre el socioliberalisme i els altres corrents que han portat el nom de «socioliberalisme» és el fet que el «nou liberalisme» constitueix l'únic gran corrent liberal que s'ha obert a determinats conceptes socialistes. D'altra banda, la majoria dels altres teòrics del socialisme liberal són socialistes que han adoptat determinats valors del liberalisme i es defineixen principalment com a socialistes o republicans, però rarament com a liberals.

## Context i corrents fundadors

### Context

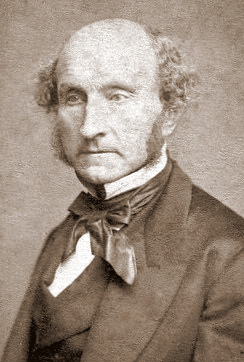
John Stuart Mill (1806-1873), un dels precursors del socioliberalisme, fou un dels primers a passar del concepte d'individu al d'individualitat.

#### Context polític
A principis del segle xix, el liberalisme era la força política i intel·lectual dominant a Europa. El 1839 nasqué el Partit Liberal al Regne Unit com a resultat de la fusió entre l'antic partit dels Whigs i els radicals, que seguien el pensament de Jeremy Bentham i l'utilitarisme. Els liberals foren un dels dos grans partits britànics, juntament amb els Conservadors, fins al 1922. Sociològicament, hi tenia un gran pes la petita burgesia industriosa radical. Fou sota la seva influència que Richard Cobden i l'Escola de Manchester aconseguiren la derogació de les Corn Laws el 18 de maig del 1846 i la conversió del Regne Unit al lliure comerç. Un consens liberal sorgí als Estats Units després de la Guerra Civil, però a Europa el liberalisme retrocedí tant a França com a Alemanya després de les revolucions del 1848. El filòsof i economista John Stuart Mill, defensor de l'escola clàssica, marcà distàncies amb els dogmes estrictes del liberalisme econòmic clàssic: el seu interès pel saintsimonisme, (del qual la noció de la igualtat de gènere i la crítica de les «doctrines comunes del liberalisme» li semblaven «vessar de veritats fonamentals») i, més generalment, per les idees socialistes li feu imaginar un nou estat social que permetria combinar el major grau de llibertat d'acció individual amb «una propietat comuna de les matèries primeres del món» i «una participació igual de tothom en els beneficis de l'associació del treball». Les obres de Mills, que fou marcat positivament per la revolució francesa de febrer del 1848, demostren la constància del seu interès pel socialisme, que en aquell temps es considerava antitètic al liberalisme.
En l'àmbit polític, sota la pressió dels deixebles liberals de Bentham i de l'utilitarisme (també anomenat «radicalisme filosòfic» per Élie Halévy), gradualment el sufragi universal anà guanyant terreny i enfrontant-se a nous problemes. Els liberals anglesos, que representaven l'ala esquerra, però sociològicament pertanyien a la burgesia, veieren com es reduïa la seva influència amb l'arribada del sufragi universal per als homes i la constitució d'un proletariat assalariat. El sorgiment d'una ideologia competidora, el socialisme, els deixà en una situació encara més precària. Aquests fets despertaren en John Stuart Mill i Alexis de Tocqueville la por d'una «tirania de la majoria».
Tanmateix, els nous liberals que construïren el socioliberalisme, basant-se en Bentham i el radicalisme filosòfic, acabaren optant per la democràcia, tot reclamant dues coses: la creació de sistemes d'educació que garantissin que el poble actués de la manera més racional possible i, en una demanda relacionada, la participació dels experts des d'una posició important. Segons Catherine Audard, la democràcia ja no s'entenia «com a poder del poble, sinó com a règim que posa el poder i el saber al servei del poble i el seu benestar».

#### Context econòmic i social
En l'àmbit econòmic, del 1870 al 1920, la segona Revolució Industrial propicià la creació d'empreses molt grans que no encaixaven en l'esquema de la competència perfecta. Aquest fet conduí els economistes i juristes de les esferes socioliberals a estudiar com es podria regular aquesta competència «distorsionada». John Atkinson Hobson analitzà les rendes dels monopolis, mentre que als Estats Units economistes i juristes com ara Louis Brandeis impulsaven les primeres lleis de regulació de la competència.
A escala internacional, el Regne Unit, que era la potència dominant tant políticament com econòmica al segle xix, es trobava cada vegada més a la defensiva en l'àmbit econòmic davant de la puixança dels nous països industrials, que eren l'Imperi Alemany, els Estats Units i el Japó, circumstància que feu sorgir temptacions proteccionistes plasmades en un replec sobre el seu propi imperi. Els dos principals impulsors del nou liberalisme, Leonard Trelawny Hobhouse i John Atkinson Hobson, eren fervents defensors de l'antiimperialisme i el lliure comerç per motius possiblement més morals i polítics que econòmics i, per a ells, aquests dos punts eren almenys igual d'importants que la qüestió social.
De manera més general, a finals del segle xix, segons Catherine Audard, «els valors del liberalisme ètic i polític […] entren en conflicte amb els efectes del capitalisme». Els cercles liberals començaren a debatre una pregunta formulada de la següent manera per Hobhouse en la seva obra Liberalism (1911): «El liberalisme és només un principi destructiu, un instrument de protesta, o és possible que també sigui constructiu, que d'alguna manera es pugui construir una societat liberal?». La ideologia socioliberal trigà a respondre-hi. El 1937, 26 anys després de Hobhouse, Walter Lippmann encara es feia la mateixa pregunta a The Good Society. De fet, encara que el socioliberalisme deixà la seva empremta en les lleis socials promulgades abans de la Primera Guerra Mundial a França i al Regne Unit, el seu període de dominància real fou entre la Segona Guerra Mundial i finals de la dècada del 1970.